# Christiaan Bruil
Christiaan Gerrit Herman Bruil –conocido como Chris Bruil– (Doetinchem, 20 de diciembre de 1970) es un deportista neerlandés que compitió en bádminton, en la modalidad de dobles mixto. Su esposa, Lotte Jonathans, también compitió en bádminton.
Ganó dos medallas de bronce en el Campeonato Europeo de Bádminton, en los años 2000 y 2002. Participó en dos Juegos Olímpicos de Verano, en los años 2000 y 2004, ocupando el quinto lugar en Sídney 2000, en la prueba de dobles mixto.

## Palmarés internacional
| Campeonato Europeo | Campeonato Europeo    | Campeonato Europeo | Campeonato Europeo |
| Año                | Lugar                 | Medalla            | Prueba             |
| ------------------ | --------------------- | ------------------ | ------------------ |
| 2000               | Glasgow (Reino Unido) | Medalla de bronce  | Dobles mixto       |
| 2002               | Malmö (Suecia)        | Medalla de bronce  | Dobles mixto       |